# مجموعة طلعت مصطفى
مجموعة طلعت مصطفى القابضة ش.م.م هي شركة مساهمة قابضة مصرية، العاملة في قطاع التطوير العقاري. ولها أيضاً فروع تنشط في قطاعات أخرى أهمها البناء والأشغال العامة، صناعة مواد البناء، والقطاع الفلاحي. تأسست الشركة على يد طلعت مصطفى ويشغل حالياً نجله هشام منصب الرئيس التنفيذي. أقامت المجموعة عبر فروعها المختلفة العديد من المشاريع العقارية والسياحية من بينها: مدينة مدينتي، مجمع الرحاب، مجمع كورنيش النيل، منتجع فورسيزونز بشرم الشيخ. تملك عائلة طلعت مصطفى 51% من رأس مال الشركة ويملك البقية عدد من المستثمرين المصريين والعرب. في نوفمبر 2007 أدرجت أسهم الشركة في بورصتي القاهرة والإسكندرية.

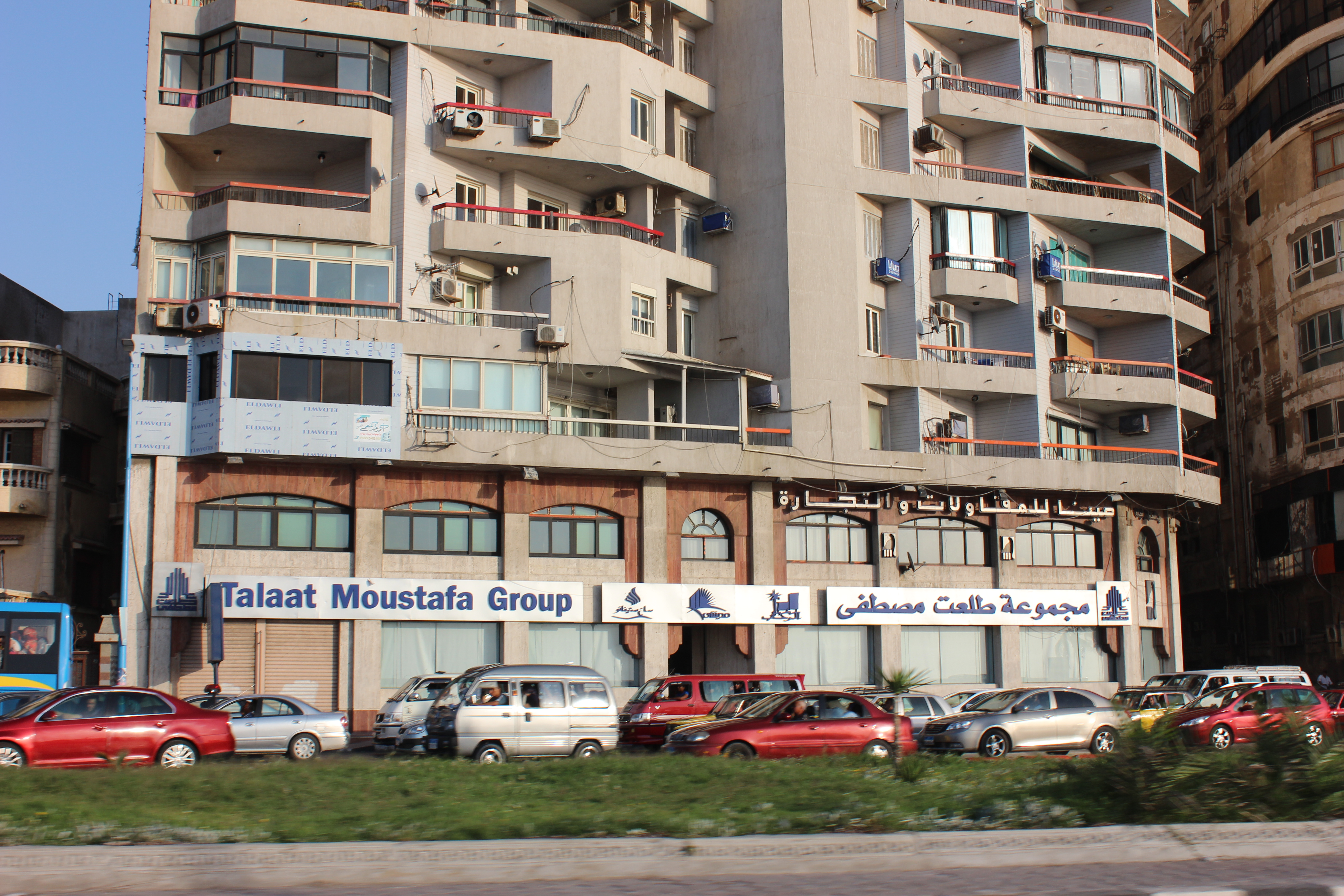
مكتب للشركة على كورنيش الإسكندرية

## الشركات التابعة
تتكون مجموعة طلعت مصطفى من الشركات التابعة والشقيقة التالية:
| اسم الشركة التابعة                                  |
| --------------------------------------------------- |
| الشركة العربية للمشروعات والتطوير العمراني          |
| الشركة العربية للاستثمارات الفندقية والسياحية إيكون |
| شركة الإسكندرية للاستثمار العقاري                   |
| شركة سان ستيفانو للاستثمار العقاري                  |
| شركة الإسكندرية للمشروعات العمرانية                 |
| اسم الشركة الشقيقة                                  |
| شركة الاسكندرية لادارة المشروعات                    |
| شركة الإسكندرية للتنسيق و صيانة الحدائق             |
| مدينة القاهرة الطبية                                |

## أشهر مشاريع المجموعة
- مدينة مدينتي في القاهرة الجديدة.
- مدينة الرحاب في القاهرة الجديدة.
- مجتمع الربوة السكني في مدينة الشيخ زايد (غرب القاهرة ).[2]
- مجمع ماي فير السكني في مدينة الشروق.
- قرية فيرجينيا بيتش في الساحل الشمالي.
- قرية الروضة الخضراء في العجمي.
- مُجمع سيليا السكني في العاصمة الإدارية الجديدة.
- فندق نايل بلازا في جاردن سيتي.
- فندق فور سيزونز في الإسكندرية سان ستيفانو.
- منتجع فور سيزونز شرم الشيخ.
- فندق كمبينسكي في جاردن سيتي.

## قضية قتل وتضرر السهم في البورصة
تضرر سهم المجموعة في البورصة بشدة بعدما اتهم رئيسها هشام طلعت مصطفى بقتل المطربة اللبنانية سوزان تميم في شقتها بدبي في منطقة رمال. اعتقل رئيس المجموعة على إثرها ورفعت قضية بحقه وعقدت أول جلسات المحاكمة في محكمة جنوب القاهرة لكن المتهم قال أنه بريء من هذه القضية ولكن حكم علية بإحالة أوراقه للمفتي يوم 21 مايو 2009 - وينتظر نقد الحكم -
ذكرت المجموعة التي تضرر سهمها في البورصة المصرية اثر اعتقال رئيسها السابق هشام طلعت مصطفى في قضية قتل، قالت في 10 سبتمبر 2008 أن «أصولها تبلغ قيمتها 34.5 مليار جنيه مصري». (نحو 6.37 مليار دولار أمريكي).
قضت محكمة جنايات جنوب القاهرة بالتجمع الخامس، برئاسة المستشار عادل عبد السلام جمعة، بجلسة 28 سبتمبر 2010 بسجن رجل الأعمال هشام طلعت مصطفى 15 عاماً وضابط أمن الدولة السابق محسن السكرى 25 عاماً عن تهمة القتل، بالإضافة إلى 3 سنوات للسكرى، عن تهمة حيازة سلاح بدون ترخيص، مع مصادرة الأموال والسلاح.
وسجلت مجموعة طلعت مصطفى المصرية تراجعاً بنسبة 34 بالمائة في أرباحها الصافية في الربع الثالث من العام 2010.وتكتسب هذه النتائج أهمية لأنها أول نتائج تعلنها الشركة منذ بدء نزاع قانوني بسبب مشروعها الرئيسي، حسب موقع نقودي.
الا أنه ف عام 2017م صدر مرسوم رئاسي للإفراج عن بعض المسجونين في أحكام قضائية وكان من بينهم هشام طلعت مصطفى والذي استعاد منصبه في المجموعة فور الإفراج عنه 

## تأثير جائحة كورونا على الشركة

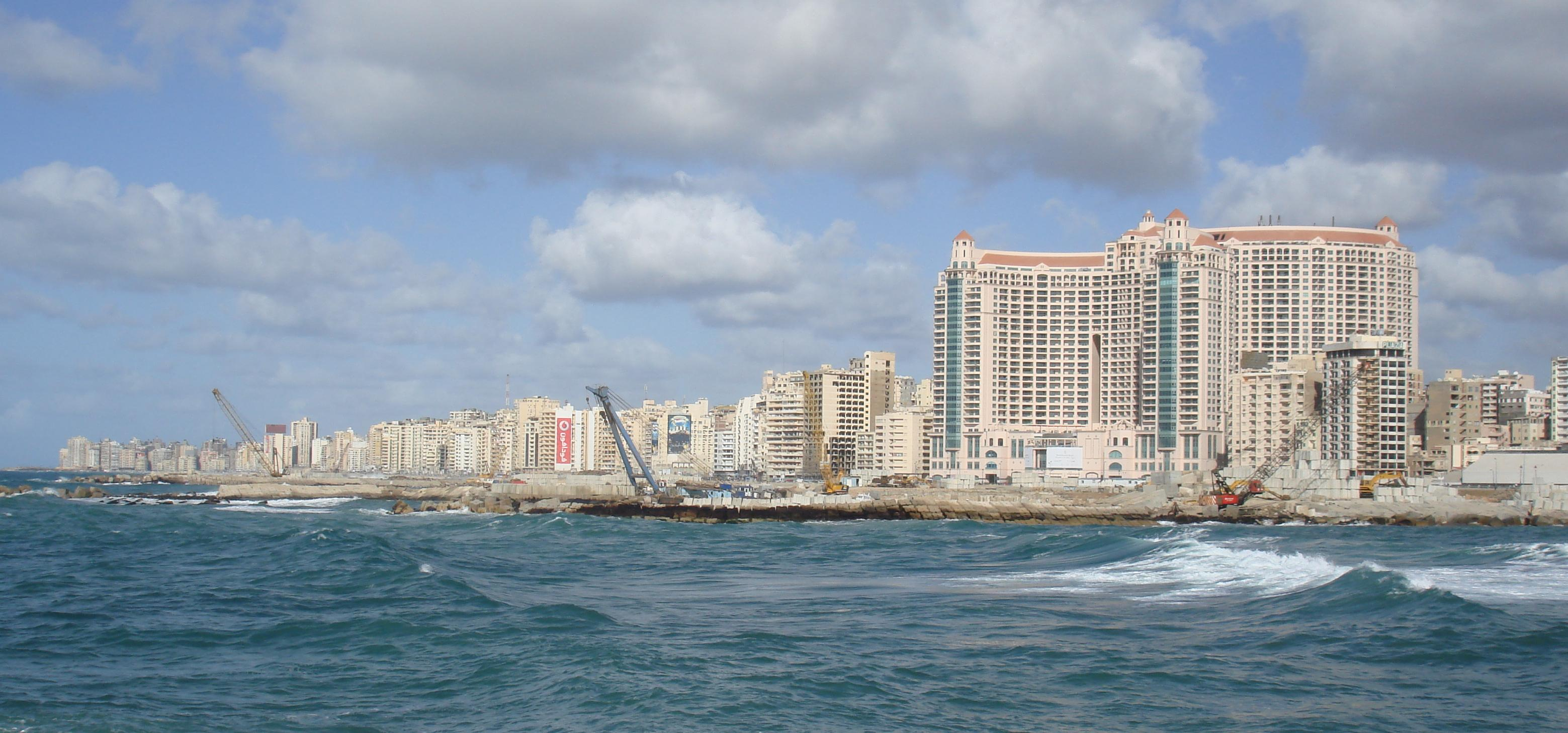
سان ستيفانو جراند بلازا أثناء تشييده.

في عام 2020 م انتشرت جائحة كورونا عالميا وكان لقطاع الاستثمار العقاري نصيب الأسد في التأثر بالجائحة، وسجلت مجموعة طلعت مصطفى تراجعا في المبيعات في النصف الأول بنسبة %61.9. ويعتبر قطاع الفنادق في المجموعة هو أكثر القطاعات تضررا جراء جائحة كورونا 
وبالرغم من ذلك فإن إيرادات الشركة بوجه عام سجلت ارتفاعا لتصل 10.4 مليار جنيه مصري في الربع الثالث من عام 2020م ، كما كشفت النتائج المجمعة عن ارتفاع صافى الربح إلى 1.5 مليار جنيه خلال الفترة المشار إليها مقارنة بصافي ربح قدره 1.3 مليار جنيه خلال الفترة المقارنة من 2019